# Søren Kjeldsen
Søren Kjeldsen (nascido em 17 de maio de 1975) é um jogador profissional de golfe dinamarquês, que joga no European Tour.
Tornou-se profissional em 1995.
Representou a Dinamarca no jogo por tacadas individual masculino do golfe nos Jogos Olímpicos de Verão de 2016, realizados no Rio de Janeiro, Brasil.